# دیوید آریانو
دیوید آریانو (اسپانیایی: David Arellano‎; ۲۹ ژوئیهٔ ۱۹۰۲ – ۳ مهٔ ۱۹۲۷) بازیکن فوتبال اهل شیلی بود.

## باشگاهی
از باشگاه‌هایی که در آن بازی کرده‌است می‌توان به باشگاه فوتبال کولو-کولو اشاره کرد.

## تیم ملی
وی همچنین در تیم ملی فوتبال شیلی بازی کرده‌است.